# دروم (إقليم فرنسي)

موقع اقليم دروم

دُرُوم (بالفرنسية: Drôme) هو إقليم فرنسي يقع في جنوب شرق فرنسا، سمي بهذا الاسم نسبة لاسم نهر دروم.

## تاريخ الإقليم
حددت الجمعية التأسيسية الوطنية الفرنسية إقليم دروم باعتباره واحد من الأقاليم ال 83 المكونة لفرنسا، وذلك خلال الثورة الفرنسية في 4 مارس 1790، وأنشأ الإقليم على أجزاء من أراضي المقاطعة السابقة دوفيني (Dauphiné).

## جغرافية الإقليم
تعتبر إقليم دروم جزء من منطقة أوفرن-رون ألب (Auvergne-Rhône-Alpes)، وتحيط بها الأقاليم الفرنسية التالية: الأرديش (Ardèche)، ايزر (Isère)، هاوتس-الالب (Hautes-Alpes)، الألب مريتيمس (Alpes-Maritimes)، الالب دي هوت بروفانس (Alpes-de-Haute-Provence)، وفوكلوز (Vaucluse).
وقد تغيرت حدود الإقليم عدة مرات مع إدماج فينايسي (Venaissin) في عام 1792، وانشأ إقليم فوكلوز في عام 1793، وهناك أجزاء من إقليم فوكلوز، وكانتون فاريس التي تحيط بها بلدية دروم.

## اقتصاد الإقليم
يعتبر إقليم دروم واحد من القطاعات الصناعية الأسرع نموا في فرنسا، وذلك لتنوع مواردها الصناعية، بما في ذلك المواد البلاستيكية والآلات الكبيرة، والتغليف، وتجهيز الأغذية، والتكنولوجيا الفائقة، ويقع القلب الاقتصادي للإقليم في الغرب منه، إلى جانب مدينة الرون.

## التركيبة السكانية
يطلق على سكان إقليم دروم اسم دروميس (Drômois)، يبلغ عدد سكان الإقليم 473,428 نسمة وفق إحصاء عام 2007، منتشرين على مساحة قدرها6,530 كلم مربع، أي ان الكثافة السكانية هي 72.5 نسمة لكل كيلومتر مربع.
تعداد السكان في المدن الكبرى من إقليم دروم وفق عام 1999:
- مدينة فالنس : 66,568 نسمة.
- مدينة رومان شور ايزر : 33,665 نسمة.
- مدينة مونتيليمار : 32,896 نسمة.
- مدينة نيونس : 6,731 نسمة.

## السياحة في الإقليم
يعتبر مركز الرياضية والسياحة الخضراء (Sporting and green tourism) من أهم المرافق السياحية في الإقليم ويشمل على: الرياضات الشتوية والتزلج، والتزلج بالمجاديف، والتزلج على الثلج من خلال حذاء القدم، كل هذه الرياضات متاحة في إقليم دروم. خلال فترة الصيف يمكن للسائح بممارسة ركوب الدراجات في الجبال، والرحلات، واكتشاف المنطقة الجبلية.
أما السياحة الثقافية فتشمل : آثار (الكنائس...) والصناعات الحرف اليدوية.

## معرض صور

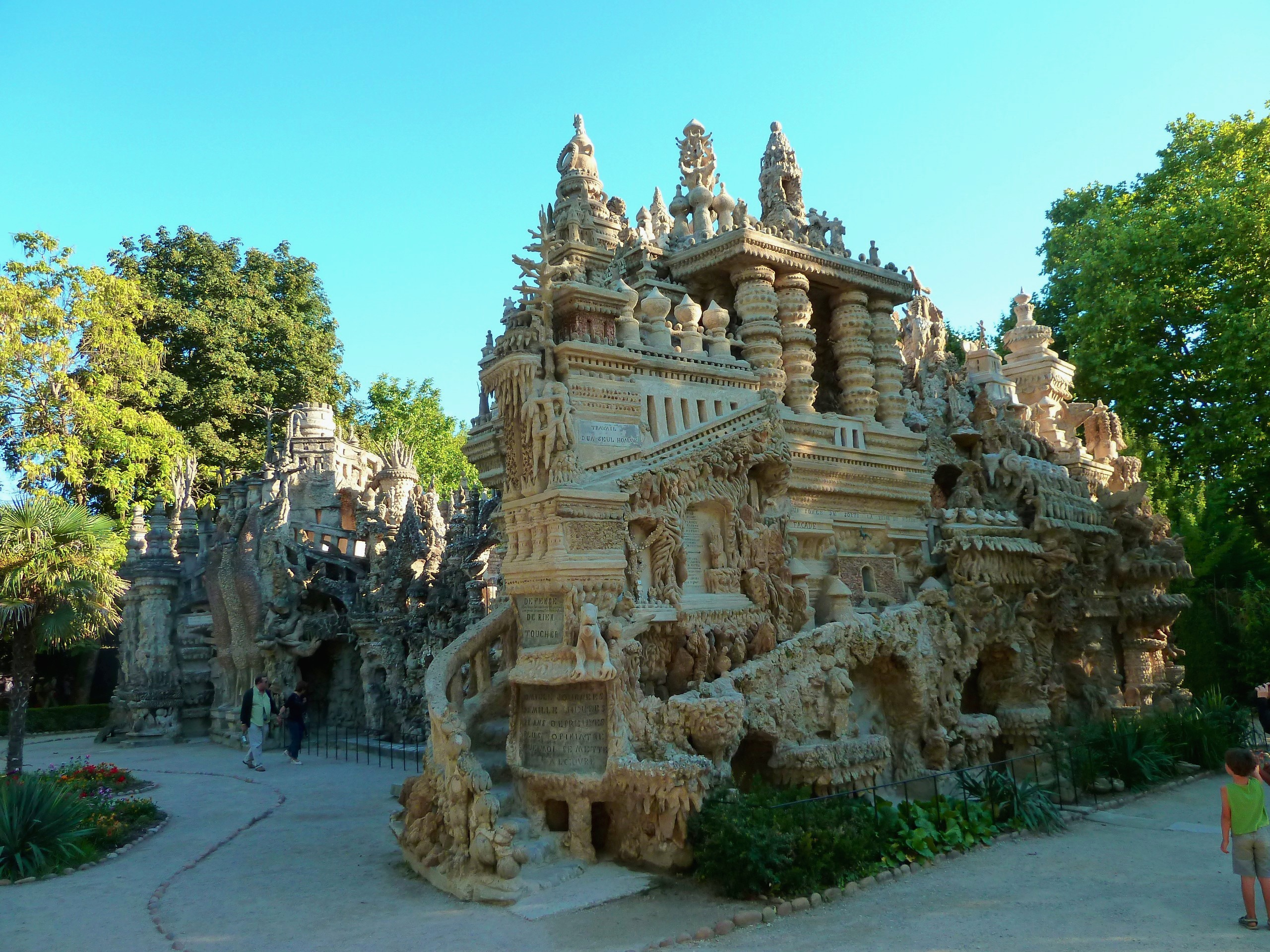
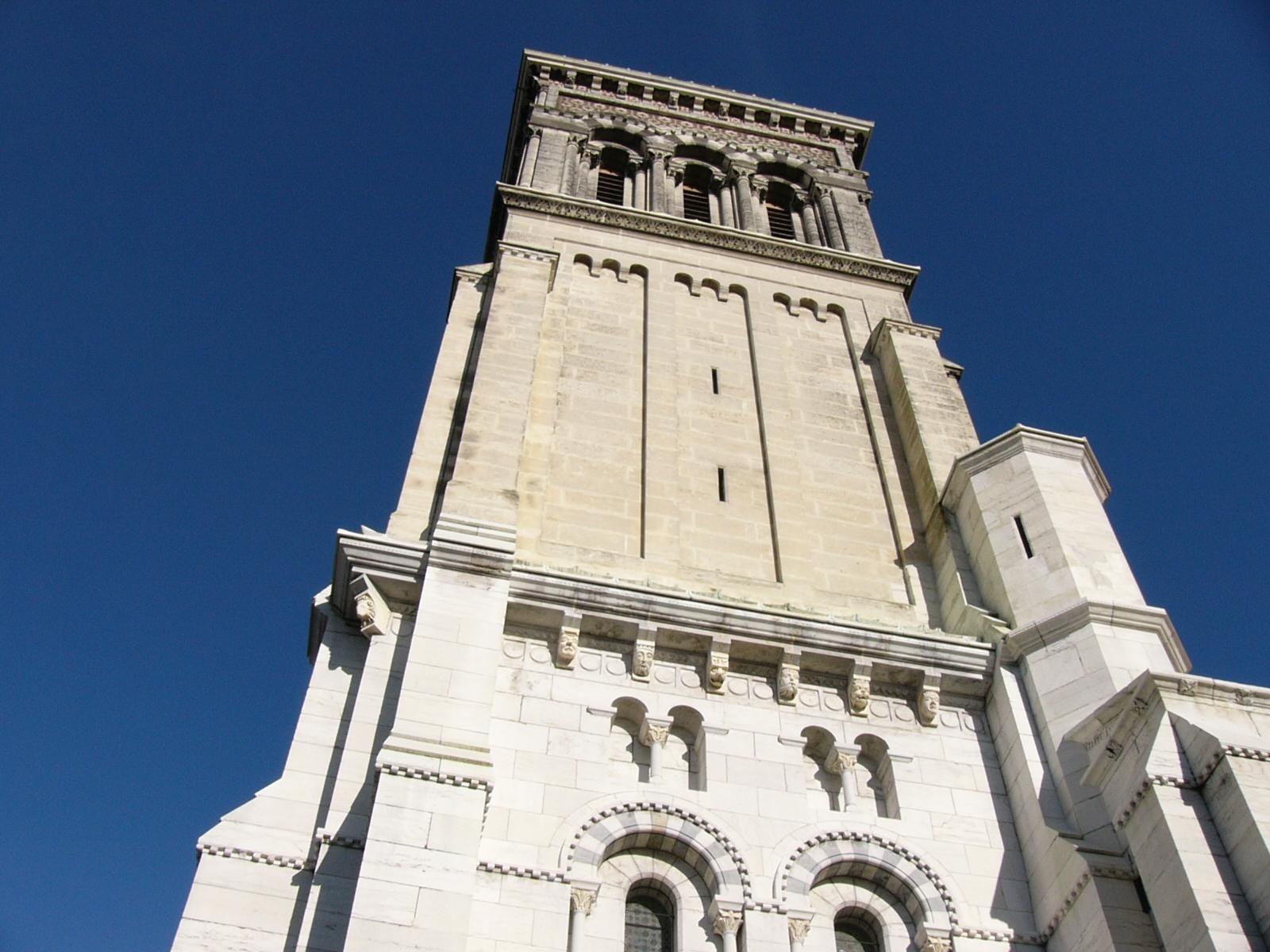
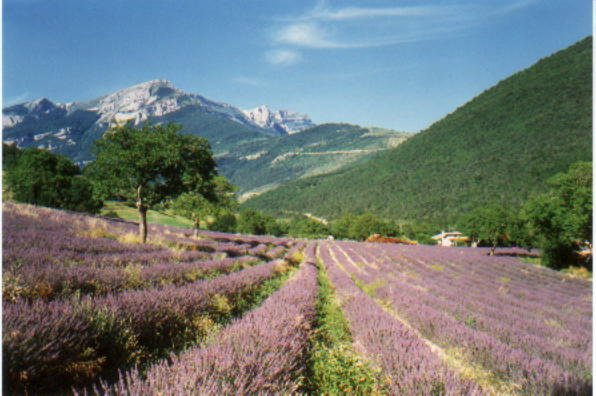
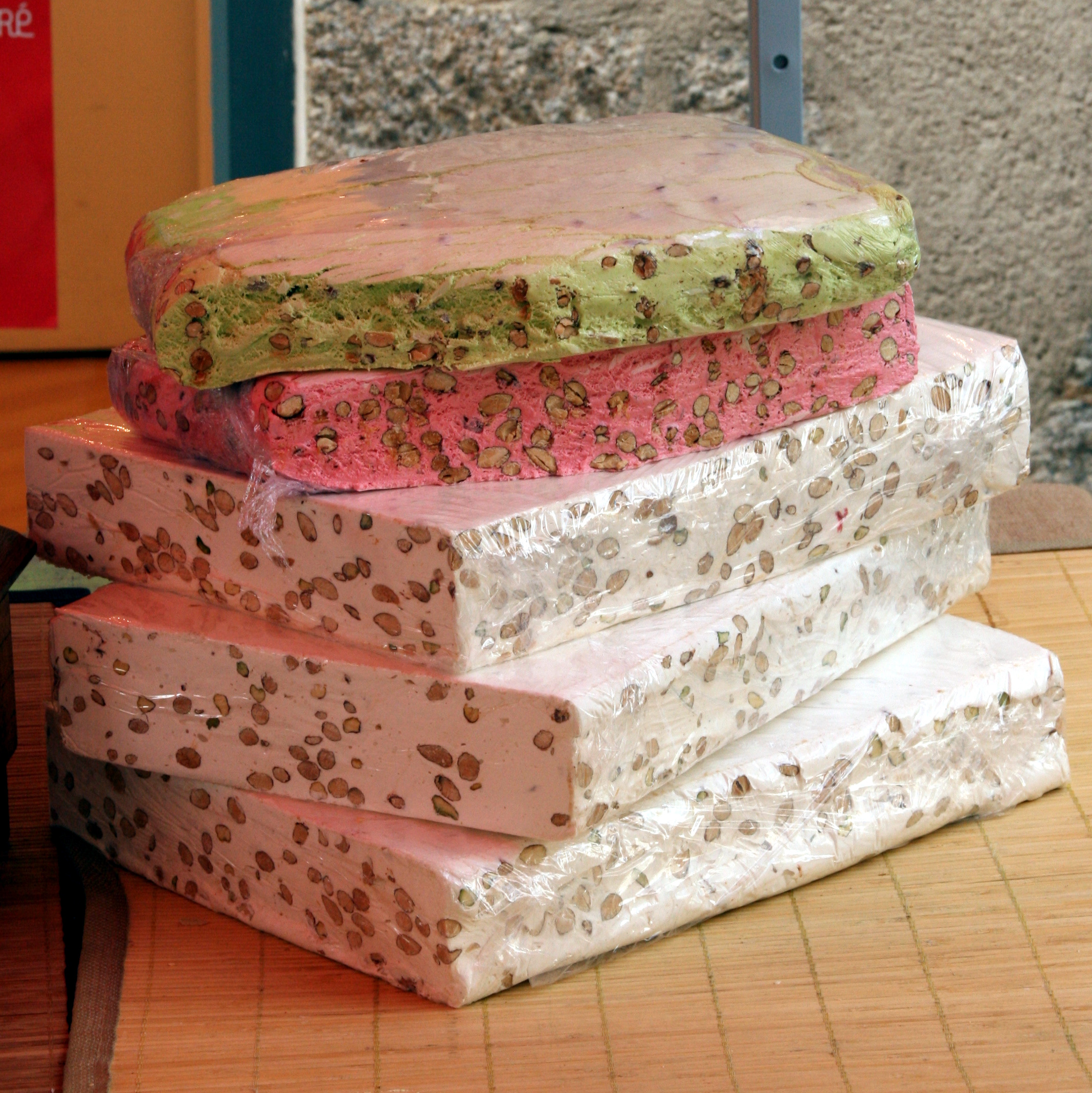
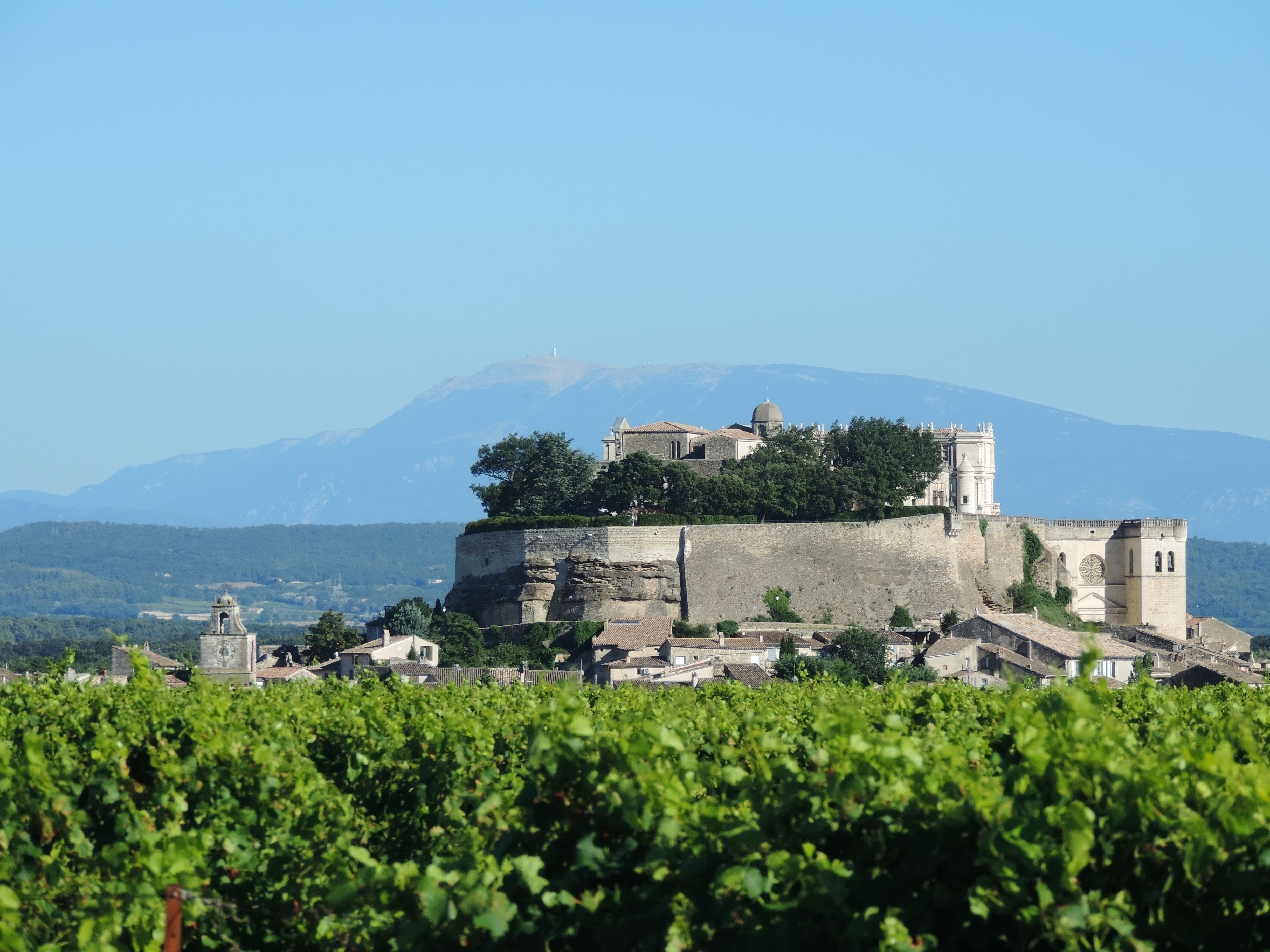
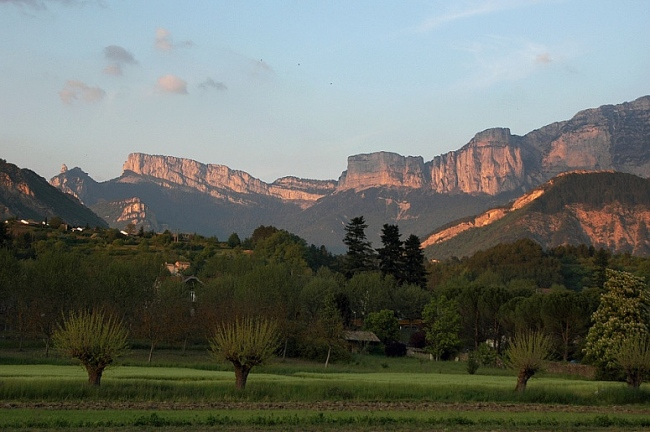